# Eurycea cirrigera
Eurycea cirrigera (tên tiếng Anh: Southern Two-lined Salamander) là một loài kỳ giông trong họ Plethodontidae.
Nó là loài đặc hữu của Hoa Kỳ.
Các môi trường sống tự nhiên của chúng là các khu rừng ôn hòa, sông, sông có nước theo mùa, đầm nước, và suối nước ngọt.

## Hình ảnh

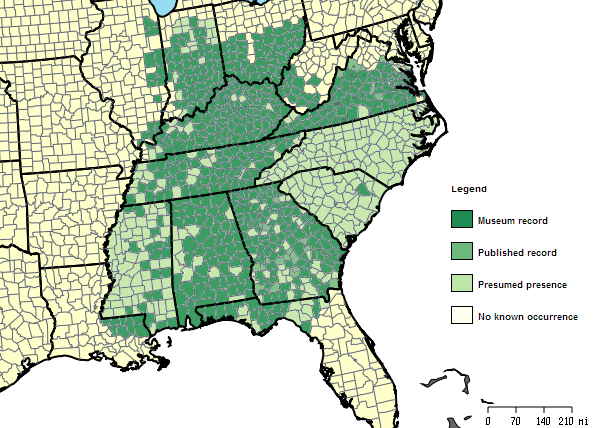
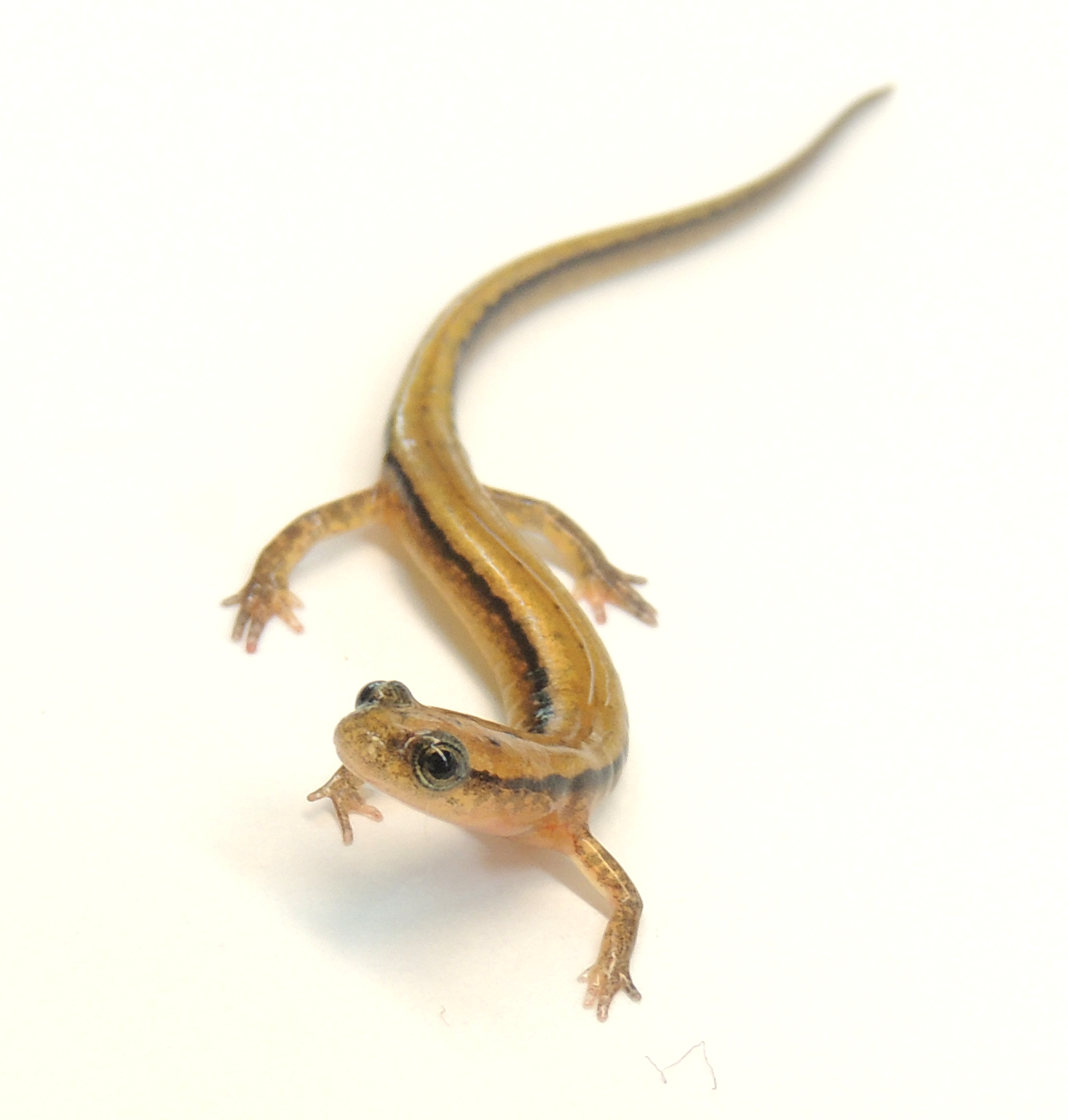